# IC 659
IC 659 ist eine cD-Galaxie vom Hubble-Typ E3 im Sternbild Löwe auf der Ekliptik. Sie ist schätzungsweise 631 Millionen Lichtjahre von der Milchstraße entfernt und hat einen Durchmesser von etwa 265.000 Lichtjahren. Die Entfernungsmessungen basierend auf den Radialgeschwindigkeiten stimmen nicht mit den rotverschiebungsunabhängigen Entfernungsschätzungen von 525 Millionen Lichtjahren überein.
Das Objekt wurde am 19. April 1893 vom französischen Astronomen Stéphane Javelle entdeckt.